# Det du inte såg
| Bokens två författare, Markus Lutteman och Patrik Sjöberg. |  | Bokens två författare, Markus Lutteman och Patrik Sjöberg. |
| Bokens två författare, Markus Lutteman och Patrik Sjöberg. |  |                                                            |

Det du inte såg är en självbiografi skriven av Patrik Sjöberg och Markus Lutteman, utgiven i april 2011.

## Innehållsreferat
Berättelsen om Patrik Sjöbergs liv börjar den 12 juni 1999. Det är då han får veta att hans före detta styvfar och tillika tränare Viljo Nousiainen har dött. Sjöberg känner ingen sorg över detta. Anledningen till detta är att Sjöberg framför att Nousiainen flera år tidigare hade utsatt honom för sexuella övergrepp, vilket då skall ha skett när han var i tioårsåldern. Berättelsen går vidare tillbaka till Sjöbergs barndom med en icke närvarande far, skoltrötthet och en ovilja mot auktoriteter. Patrik Sjöberg får kontakt med tränaren Viljo Nousiainen, som tar sig an Sjöbergs ambitioner att bli den bästa höjdhopparen i världen. 
Boken går igenom hela Sjöbergs karriär – 2,42 i höjdhopp på DN-galan i Stockholm den 30 juni 1987, tre OS-medaljer och SM-guld. Alla tankar och känslor kring Sjöbergs med - och motgångar i livet redovisas utförligt i boken. Även snedsteget med innehav och bruk av kokain i Göteborg i augusti 2006 och det därpå följande mediedrevet mot honom.
Och detta; påståendena om Viljo Nousiainens övergrepp på Sjöberg i barndomen, som Sjöberg under livets gång aldrig kunnat glömma. I en av sina mörkare stunder urinerar Sjöberg på Nousiainens grav, som han besökt några gånger.
I maj 2009 träffar Sjöberg friidrottaren Christian Skaar Thomassen på en gemensam fest på en restaurang i Strömstad. Skaar Thomassen har också haft Nousiainen som tränare och han påstår för Sjöberg att han utsattes för sexuella övergrepp av Nousiainen och Sjöberg får frågan om Nousiainen också utnyttjat honom, men han nekar till detta i början. Senare erkänner Sjöberg för Skaar Thomassen att också han har blivit sexuellt utnyttjad av tränaren.
Boken är rikligt illustrerad med foton, tidningsurklipp och löpsedlar som komplement till själva berättelsen.

## Källa
- Det du inte såg, Patrik Sjöberg och Markus Lutteman, Norstedts ISBN 978-91-1-304398-2